# جغرافيا تونس
تونس دولة في أقصى شمال أفريقيا وعاصمتها مدينة تونس، ولها حدود غربية مع الجزائر (965 كم) وحدود جنوبية شرقية مع ليبيا (459 كم) حيث يتناقص عرض الأرض إلى الجنوب الغربي في الصحراء ومن الشمال والشرق البحر الأبيض المتوسط (1٬148 كيلومترا من الخط الساحلي). تمتلك البلاد سواحل شمالية وشرقية ومعقدة من الشرق إلى الشمال بما في ذلك خليج قابس المنحني، الذي يشكل الجزء الغربي من خليج سرت بأفريقيا. البلد بالكامل في المنطقة الزمنية ت ع م+01:00.
يشكل معظم هذا الخليج الكبير الساحل الرئيسي لليبيا بما في ذلك مدينة سرت التي تشترك في اسمها. الإحداثيات الجغرافية للبلد هي 34°00′N 9°00′E / 34.000°N 9.000°E. تبلغ تونس مساحة 163 610 كم2 كيلومتر مربع، منها 8250 كيلومترات مربعة. ترتفع الأنهار الرئيسية والموثوقة في شمال البلاد مع استثناءات قليلة ملحوظة من شمال شرق الجزائر وتتدفق عبر السهل الشمالي حيث تدعم الأمطار الكافية الغطاء النباتي المتنوع والزراعة المروية.

## الجغرافيا الفيزيائية

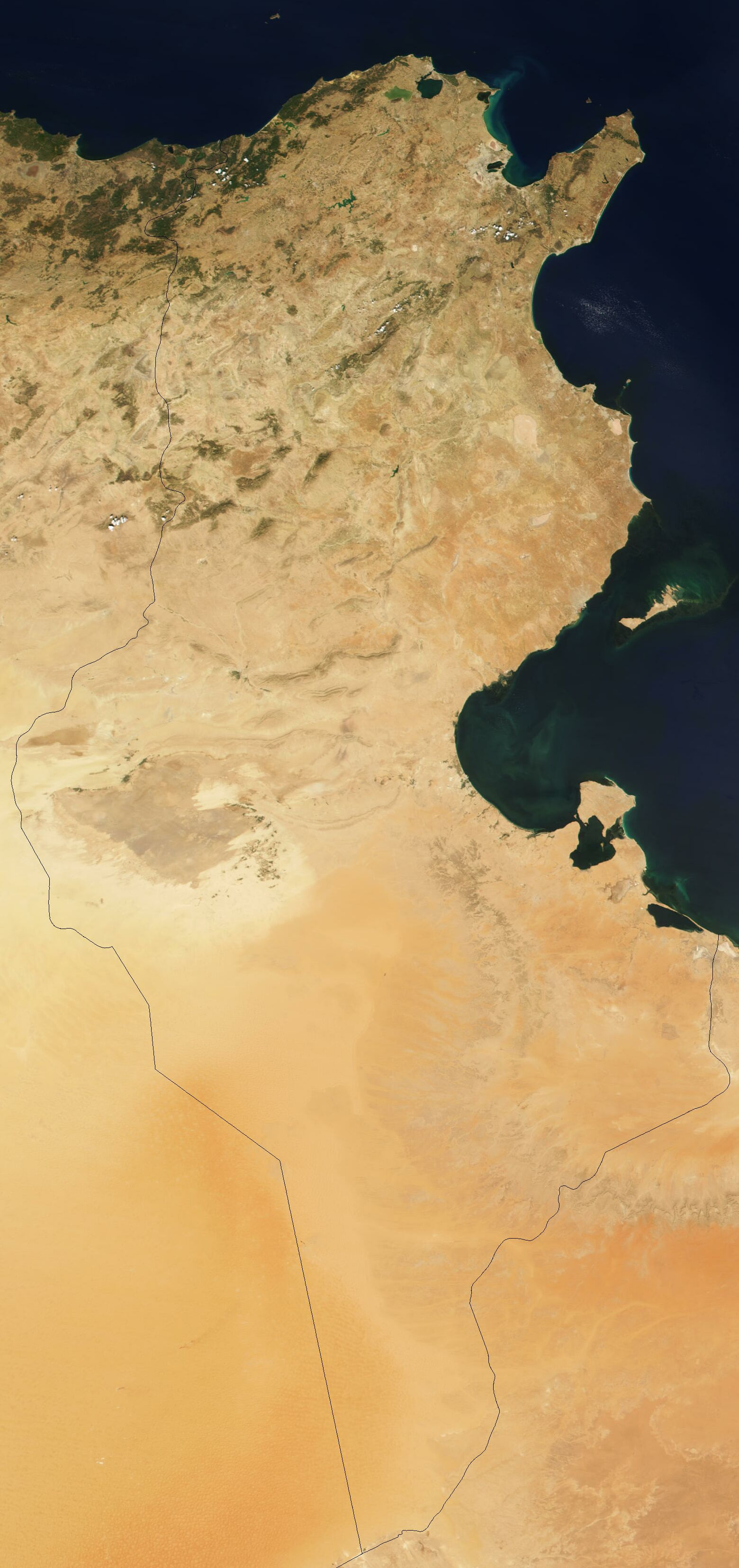
صورة فضائية لتونس.

تقع تونس على ساحل البحر الأبيض المتوسط بشمال أفريقيا، في منتصف الطريق بين المحيط الأطلسي ودلتا النيل. تحدها الجزائر من الغرب وليبيا من الجنوب الشرقي. تقع بين خطي عرض 30 درجة و 38 درجة شمالاً وخطي طول 7 درجات و 12 درجة شرقاً. يعطي الانعطاف المفاجئ جنوبًا لساحل البحر الأبيض المتوسط في شمال تونس البلاد سواحل متوسطية مميزة، الغرب والشرق في الشمال والشمال والجنوب في الشرق.
تونس بحجم ولاية ويسكونسن الأمريكية. على الرغم من صغر حجمها نسبيًا، تتمتع تونس بتنوع بيئي كبير بسبب امتدادها بين الشمال والجنوب. مدى الشرق والغرب محدود. الاختلافات في تونس، مثل باقي بلدان المغرب العربي، هي إلى حد كبير الاختلافات البيئية بين الشمال والجنوب والتي تحددها الانخفاض الحاد في هطول الأمطار جنوباً من أي نقطة.
تمتد جبال الظاهر، الامتداد الشرقي لجبال الأطلس الصحراوية، عبر تونس في اتجاه شمالي شرقي من الحدود الجزائرية في الغرب إلى شبه جزيرة الرأس الطيب في الشرق. تقع منطقة التل شمال جبال الظاهر، وهي منطقة تتميز بتلال وسهول منخفضة ومتعرجة، وهي أيضًا امتداد للجبال إلى الغرب في الجزائر. في جبال خمير، الزاوية الشمالية الغربية للتل التونسي، تصل الارتفاعات إلى 1050 مترًا (3440 قدمًا) والثلوج تتساقط في الشتاء. يعد الساحل، وهو سهل ساحلي آخذ في الاتساع على طول الساحل الشرقي للبحر الأبيض المتوسط في تونس وهو من بين المناطق الأولى في العالم لزراعة الزيتون. في الداخل من الساحل، بين جبال الظاهر ومجموعة من التلال جنوب قفصة، هي السهوب. معظم المنطقة الجنوبية صحراء. يبلغ طول ساحل تونس 1148 كيلومترا (713 ميلا). من الناحية البحرية، تطالب الدولة بمنطقة مجاورة تبلغ 24 ميلًا بحريًا (44 كيلومترًا؛ 28 ميلًا)، وبحر إقليمي يبلغ 12 ميلًا بحريًا (22 كيلومترًا؛ 14 ميلًا).

### الأنهار
ينبع وادي مجردة في الجزائر ويتدفق شرقاً عبر ثلث البلاد مع أنهار موثوقة، الشمال. يصب في خليج تونس وبحيرة تونس. يبلغ طوله 450 كم (280 ميل) وهو أطول نهر. وتعرف أيضًا باسم الوادي (أو الواد) المجاردة ووادي مجردة، وكانت تعرف باسم البقرة في العصور القديمة.
يرتفع في قسم آخر من جبال الأطلس في الجزائر، ويبقى إلى الجنوب من جرف تل أثناء تواجده داخل البلاد. تم يناء سدود على غرار سد سيدي سالم. يرتفع وادي الزوارع في القسم الخاص بالبلاد من التل. تم بناء سد سيدي البراق الذي يشكل بحيرة كبيرة تستخدم على نطاق واسع في جميع أنحاء شمال ووسط البلاد في مشروع متقدم لإدارة المياه.

### المناخ
مناخ تونس هو مناخ البحر الأبيض المتوسط الحار في الصيف (تصنيف كوبن للمناخ) في الشمال، حيث يكون الشتاء معتدلًا مع هطول الأمطار المعتدلة والصيف حار وجاف. يمكن أن تتجاوز درجات الحرارة في شهري يوليو وأغسطس 40 درجة مئوية (104 درجة فهرنهايت) عندما تصل الكتلة الهوائية القارية الاستوائية للصحراء إلى تونس بأكملها. الشتاء معتدل مع درجات حرارة نادراً ما تتجاوز 20 درجة مئوية (68 درجة فهرنهايت) باستثناء جنوب غرب البلاد. جنوب البلاد صحراوية، التضاريس في الشمال جبلية، والتي تتحرك جنوبًا تفسح المجال لسهل مركزي جاف وحار. مع توجهنا إلى الجنوب، يصبح المناخ بطبيعة الحال أكثر حرا وجفافًا وأكثر إشراقًا. لذلك فإن الجزء الجنوبي يتمتع بمناخ صحراوي حار، مع فصل الصيف شديدة الحرارة والشتاء الدافئ وكمية الأمطار السنوية المنخفضة للغاية.

تتحول درجات الحرارة خلال النهار باستمرار حول 45 درجة مئوية (113 درجة فهرنهايت) خلال فصل الصيف. ومع ذلك، فإن دفء الشتاء يكون فقط خلال النهار لأن الليل يمكن أن يكون باردًا في الصحراء. تقع سلسلة من البحيرات المالحة، المعروفة باسم الشطوط، في خط شرقي غربي عند الحافة الشمالية للصحراء الكبرى، وتمتد من خليج قابس إلى الجزائر. أخفض نقطة هي شط الغرسة 17− متر (55.8 قدمًا)، وأعلى نقطة هي جبل الشعانبي بارتفاع 1544 مترًا (5066 قدمًا). متوسط كمية الأمطار السنوية أقل من 500 ملم (19.68 بوصة) في كل مكان تقريبًا في تونس. لذلك فإن تونس بلد جاف وشبه جاف. المناطق ذات المناخ ما قبل الصحراء تتلقى أقل من 250 مم (9.84 بوصة) والمناطق ذات المناخ الصحراوي النموذجي تتلقى أقل من 100 مم (3.94 بوصة) من متوسط هطول الأمطار السنوي. يتلقى الجزء الجنوبي هطول أمطار منخفضة تصل إلى 50 مم (1,97 بوصة) في المناطق المحيطة بالبرمة، على طول الحدود الجزائرية.
| البيانات المناخية لـتونس          | البيانات المناخية لـتونس | البيانات المناخية لـتونس | البيانات المناخية لـتونس | البيانات المناخية لـتونس | البيانات المناخية لـتونس | البيانات المناخية لـتونس | البيانات المناخية لـتونس | البيانات المناخية لـتونس | البيانات المناخية لـتونس | البيانات المناخية لـتونس | البيانات المناخية لـتونس | البيانات المناخية لـتونس | البيانات المناخية لـتونس |
| الشهر                             | يناير                    | فبراير                   | مارس                     | أبريل                    | مايو                     | يونيو                    | يوليو                    | أغسطس                    | سبتمبر                   | أكتوبر                   | نوفمبر                   | ديسمبر                   | المعدل السنوي            |
| --------------------------------- | ------------------------ | ------------------------ | ------------------------ | ------------------------ | ------------------------ | ------------------------ | ------------------------ | ------------------------ | ------------------------ | ------------------------ | ------------------------ | ------------------------ | ------------------------ |
| متوسط درجة الحرارة الكبرى °م (°ف) | 14.7 (58.5)              | 15.7 (60.3)              | 17.6 (63.7)              | 20.3 (68.5)              | 24.4 (75.9)              | 28.9 (84.0)              | 32.4 (90.3)              | 32.3 (90.1)              | 29.2 (84.6)              | 24.6 (76.3)              | 19.6 (67.3)              | 15.8 (60.4)              | 23.0 (73.3)              |
| متوسط درجة الحرارة الصغرى °م (°ف) | 6.4 (43.5)               | 6.5 (43.7)               | 8.2 (46.8)               | 10.4 (50.7)              | 13.8 (56.8)              | 17.7 (63.9)              | 20.1 (68.2)              | 20.7 (69.3)              | 19 (66)                  | 15.2 (59.4)              | 10.7 (51.3)              | 7.5 (45.5)               | 13.0 (55.4)              |
| معدل هطول الأمطار مم (إنش)        | 50.5 (1.99)              | 45.3 (1.78)              | 43.4 (1.71)              | 35.5 (1.40)              | 21 (0.8)                 | 10.8 (0.43)              | 3.7 (0.15)               | 8.8 (0.35)               | 10.5 (0.41)              | 38.6 (1.52)              | 46.4 (1.83)              | 56.4 (2.22)              | 370.9 (14.59)            |
| المصدر: قاعدة الطقس               |                          |                          |                          |                          |                          |                          |                          |                          |                          |                          |                          |                          |                          |

### التضاريس

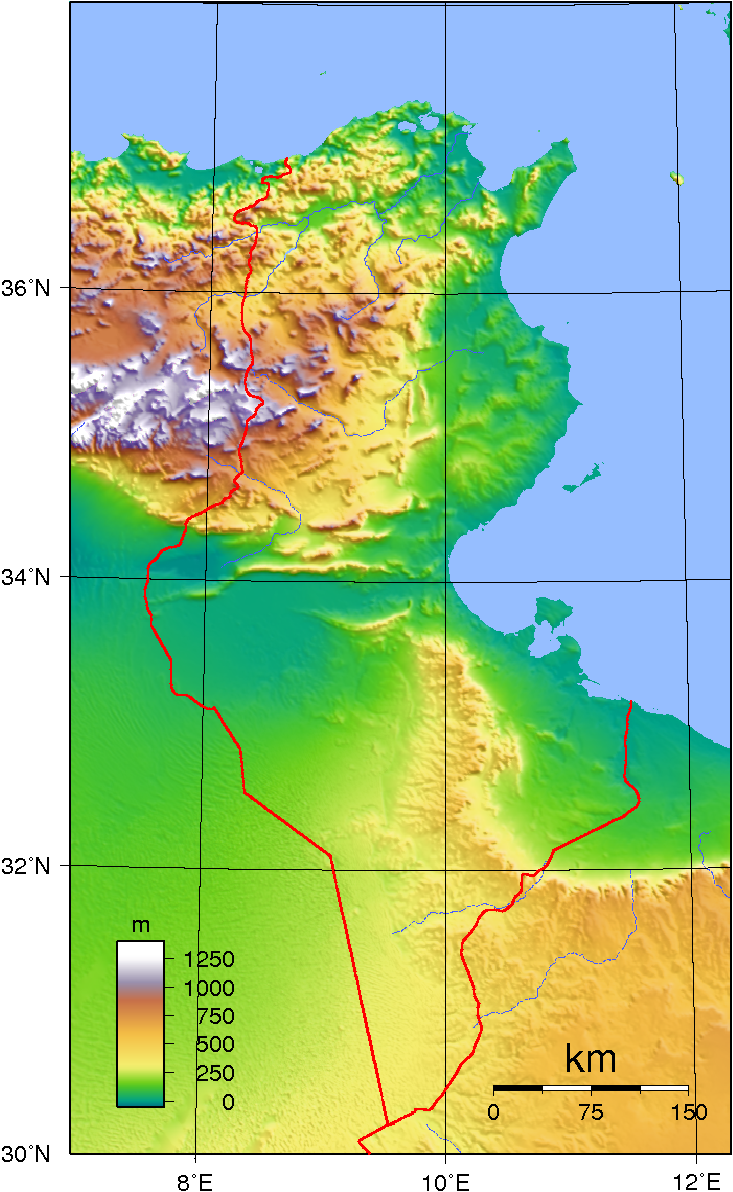
خريطة التضاريس التونسية.

تونس لديها تضاريس متناقضة مع الجزء الجبلي الشمالي والغربي، سلسلة الظهير التونسي، الواقعة في امتداد سلسلة جبال الأطلس. يقطعها سهل وادي مجردة، المجرى المائي الوحيد في البلاد الذي يتم تزويده باستمرار. أعلى نقطة في الإقليم هي جبل الشعانبي، وبلغت ذروتها عند 1544 مترًا. إلى الشرق يمتد سهل بين الحمامات وبنقردان عبر الساحل التونسي والجفارة. الجزء الجنوبي من البلاد، الصحراوي بشكل أساسي، مقسم بين سلسلة متعاقبة من الشطوط (شط الغرسة، شط الجريد وشط الفجاج)، الهضاب الصخرية والكثبان الرملية في العرق الشرقي الكبير. يمتد الخط الساحلي الذي تنتشر فيه التومبولو والبحيرات على طول 1566 كيلومترًا، بما في ذلك 575 من الشواطئ الرملية. عدد قليل من الجزر بما في ذلك قرقنة وجربة تنتشر على الساحل.
تنقسم التضاريس التونسية كالآتي:
- ساحل شمالي يتميز بأنه صخري مرتفع تجاوره أعماق بحرية متعرج فيه خلجان واسعة كخليج تونس ورؤوس كالرأس الطيب،[24] يليه الساحل وسهول ساحلية ضيقة لاقتراب الجبال من البحر أما الساحل الشرقي فهو ساحل رملي منخفض قليل التعاريج فيه خلجان واسعة كخليج الحمامات وخليج قابس وجزيرتي جربة وقرقنة.[25]
- الجبال وهي سلسلة واحدة من جبال الأطلس البحري أعلاها سلسلة جبال خمير.[26]
- الهضاب امتداد لهضبة الشطوط في الجزائر تنتهي بسهول رملية فيها شط الجريد.

يتألف سطح تونس من سهول ساحلية التي تمتد على السواحل البحرية المطلة على البحر الأبيض المتوسط وتتسع في الوسط، المناطق الجنوبية هي امتداد للصحراء الجزائرية. تغطي الصحراء النصف الجنوبي من أراضي تونس. يعد وادي مجردة أكبر أنهار البلاد.
تنقسم البلاد التونسية إلى ثلاث مناطق كبرى:
- التل الأعلى الذي يغطي الشمال.
- الوسط التونسي، حيث الفيافي العليا والمنخفضة التي تنتهي عند الساحل الشرقي.
- المنطقة الداخلية التي يحدها شط الجريد شمالا، وتتميز تلك الربوع بمساحاتها الصحراوية الشاسعة وبواحاتها الغناء الملتفة حول عدد قليل من منابع الماء.

### البيئة

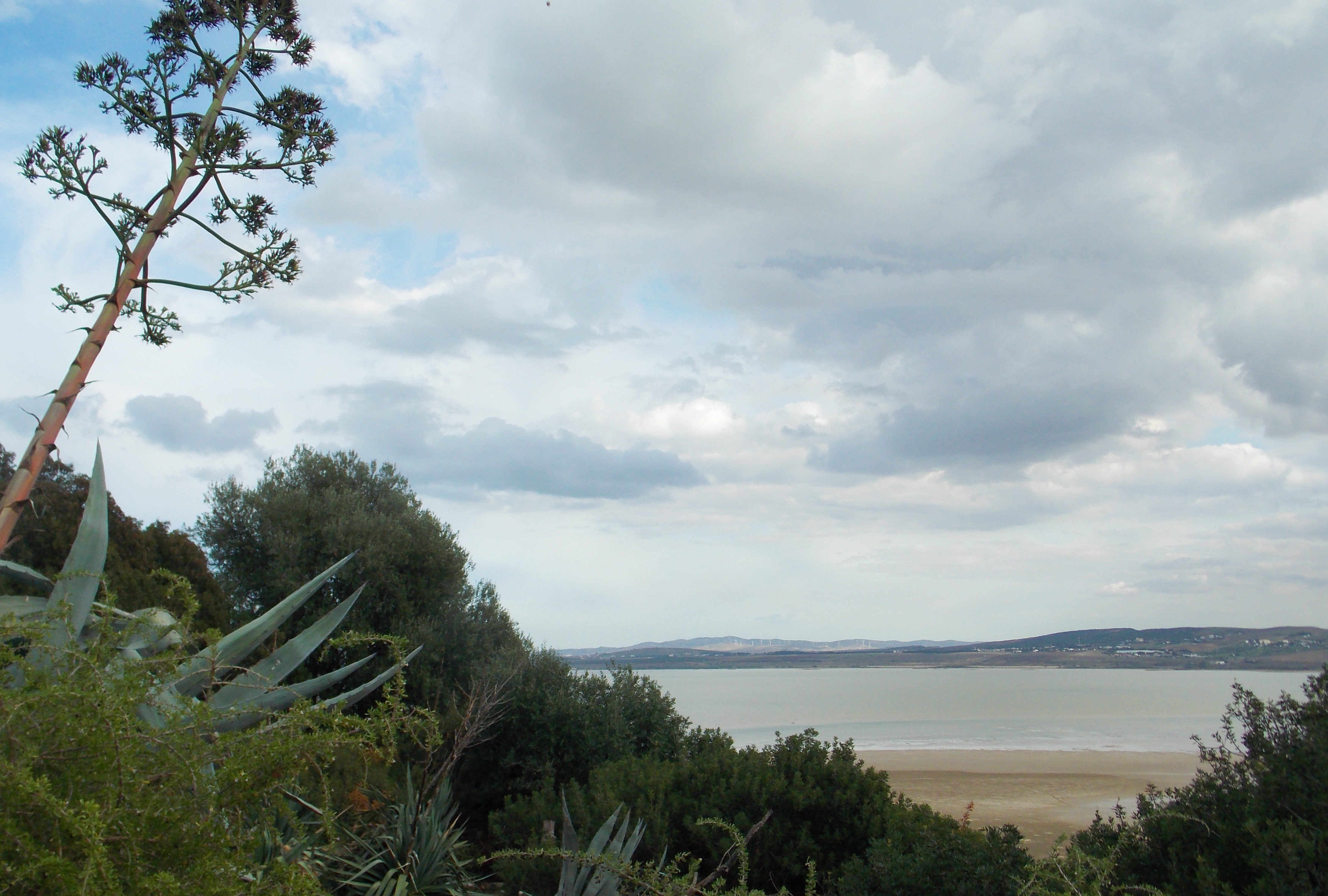
الحديقة الوطنية بإشكل تم إدراجها في قائمة اليونسكو للتراث العالمي في 1980.

تختلف النباتات اختلافًا كبيرًا اعتمادًا على المنطقة: تشبه المناطق الساحلية تلك الموجودة في جنوب أوروبا وتشمل المروج، الأعشاب، أجمة متوسطية وغابات السنديان الفليني. إلى الجنوب، الغطاء النباتي هو نوع من السهوب مع هيمنة الحلفاء. في المناطق القاحلة في أقصى الجنوب، تزرع الواحات بأشجار النخيل. تم إنشاء خمسة عشر منطقة طبيعية كمتنزهات وطنية. تم إدراج الحديقة الوطنية بإشكل، الذي يغطي 12600 هكتار، في قائمة اليونسكو للتراث العالمي. هناك أيضًا ستة عشر محمية طبيعية تهدف إلى أن تكون موطنًا لأنواع ذات قيمة بيئية واقتصادية وضعيفة للنظام البيئي. وفقًا لدراسة أجراها برنامج البحر الأبيض المتوسط التابع للصندوق العالمي للطبيعة، فإن المنطقة الساحلية في الشمال الغربي التونسي هي واحدة من ثلاثة عشر موقعًا في البحر الأبيض المتوسط تتميز بثروتها الطبيعية، تنوعها الحيوي، أنواعها النباتية والحيوانية الفريدة.
في هذا السياق، تعد تونس البلد المتوسطي الأكثر تضررًا من تغير المناخ والذي يفضل نقص المياه وتآكل السواحل. منذ عدة سنوات، تعرضت الفلاحة في تونس لموجات قحط متكررة تساهم في الهجرة من الريف. إضافة إلى ذلك، للتعويض عن ندرة الأمطار، لا يزال المزارعون يستخدمون المزيد من الأسمدة والمبيدات. حسب منظمة الأغذية والزراعة، فقد انتقلت البلاد من خمسة كيلوغرامات من الأسمدة الكيماوية المستخدمة لكل هكتار في أوائل الستينيات إلى ما يقرب من 25 كيلوغرامًا في منتصف التسعينيات. التنمية المستدامة في البلاد.
تونس في حالة ندرة المياه وفقًا لمعايير الأمم المتحدة (أقل من 500 متر مكعب من المياه للفرد سنويًا). كما أن وادي مجردة أكبر مصدر مياه في البلاد مهدد بخطر التلوث. استمرت جودته في التدهور، وفقًا لدراسة أجرتها وزارة البيئة في عام 2018، يحتوي الوادي على 60 ألف طن من الملوثات.

### الهيدرولوجيا
يشير أحدث تقييم للموارد المائية في تونس إلى توفر 4.503 مليار متر مكعب، منها 2.7 مياه سطحية و 1.803 مياه جوفية، وهي نسبة منخفضة مقارنة ببلدان المغرب العربي الأخرى. نظرًا لجودتها البيئية والمخاطر العالية للتلوث التي تواجهها السبخات، فقد تم وضع سياسة حماية وجعلها ملموسة من خلال تأسيس وكالة حكومية: وكالة حماية المناطق الساحلية.
يجمع شمال البلاد الوديان الرئيسية، بما في ذلك وادي مجردة، ويتلقى أكبر كميات من الأمطار (أكثر من 400 ملم في السنة): وبالتالي فهو يوفر 82% من موارد البلاد المائية. تشمل المسطحات المائية الرئيسية البحيرات والبحيرات والسبخات، ومن أهمها:
- بحيرة بنزرت (12000 هكتار).[28]
- بحيرة إشكل (10000 هكتار).[29]
- بحيرة تونس (4000 هكتار).[30]
- بحيرة غار الملح (3135 هكتارا).[31]
- سبخة أريانة: (5000 هكتار).[32]
- سبخة السجومي: (3900 هكتار).[33]

يتميز المركز (بين 400 و 200 ملم في السنة مع سبخة سيدي الهاني الواقعة في منطقة الساحل) وجنوب البلاد (أقل من 200 ملم وغالبًا 100 ملم في السنة) بالجفاف والانغلاق: لذلك فهي توفر فقط 12% و 6% من الموارد 6، بينما تمثل 62% من مساحة البلاد، لكنها تستضيف معظم الموارد الجوفية. وقد مكّن ذلك من مضاعفة مساحة الواحات على مدى ثلاثين عامًا، حيث انتقلت من 15000 إلى 36000 هكتار مروي.
يعود الاهتمام ببناء سدود كبيرة ونقل مياه الشرب إلى تونس إلى أيام الحماية الفرنسية. بعد الاستقلال، استمر بناء أعمال الري الكبيرة، خاصة في شمال البلاد. أدى النمو الحضري المتسارع في أوائل الثمانينيات إلى زيادة كبيرة في الطلب على المياه. وبالتالي، فإن الخطة الخامسة (1977−1981) تستهدف بناء أربعة سدود كبيرة لإقامة نظام لاستغلال ونقل المياه إلى مناطق أخرى من تونس. وقد تم تأكيد التزام الدولة من خلال إستراتيجية تعبئة الموارد المائية ذات العشر سنوات التي تم وضعها خلال التسعينيات من خلال بناء 21 سدًا كبيرًا، 203 سدًا متوسطا، 610 بئر جديد و 98 محطة تنقية. في عام 2000، قدرت وزارة الفلاحة معدل إنجاز المشروع بحوالي 70%. ومع ذلك، هناك عجز في الموارد يلوح في الأفق بحلول عام 2030 وسيصبح التحكم في الطلب أولوية.

الزراعة هي المستهلك الأول للمياه في البلاد (80% من الموارد) حيث انخفضت المساحة المروية من 65000 هكتار في عام 1956 إلى حوالي 345000 في بداية القرن الحادي والعشرين.

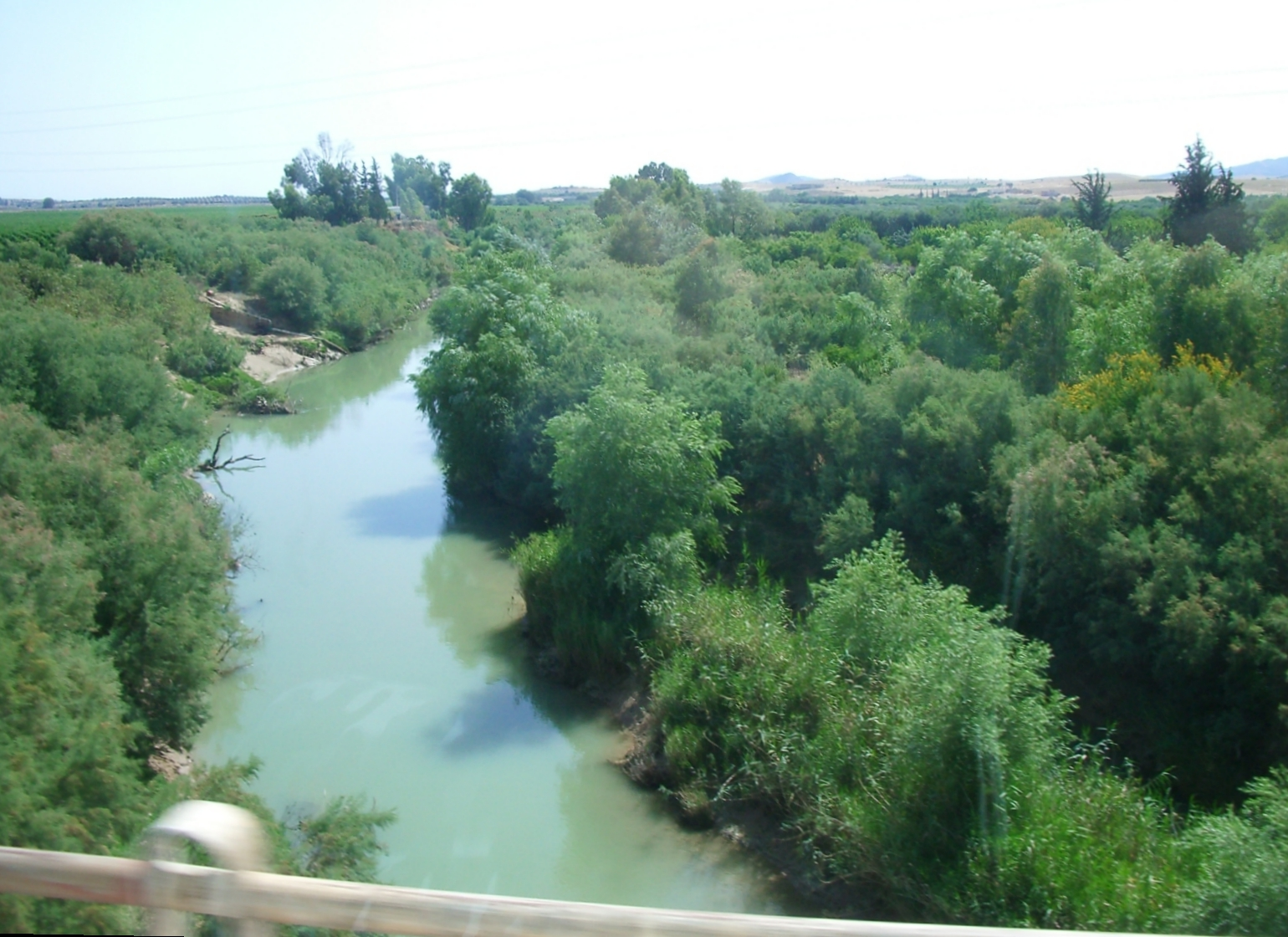
مجرى وادي مجردة.
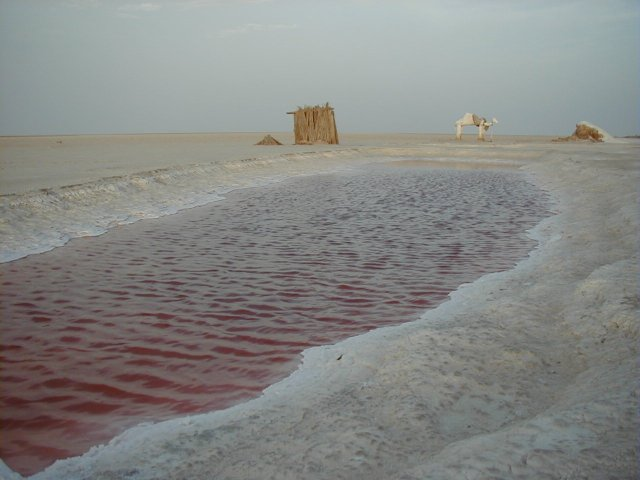
بركة في شط الجريد.
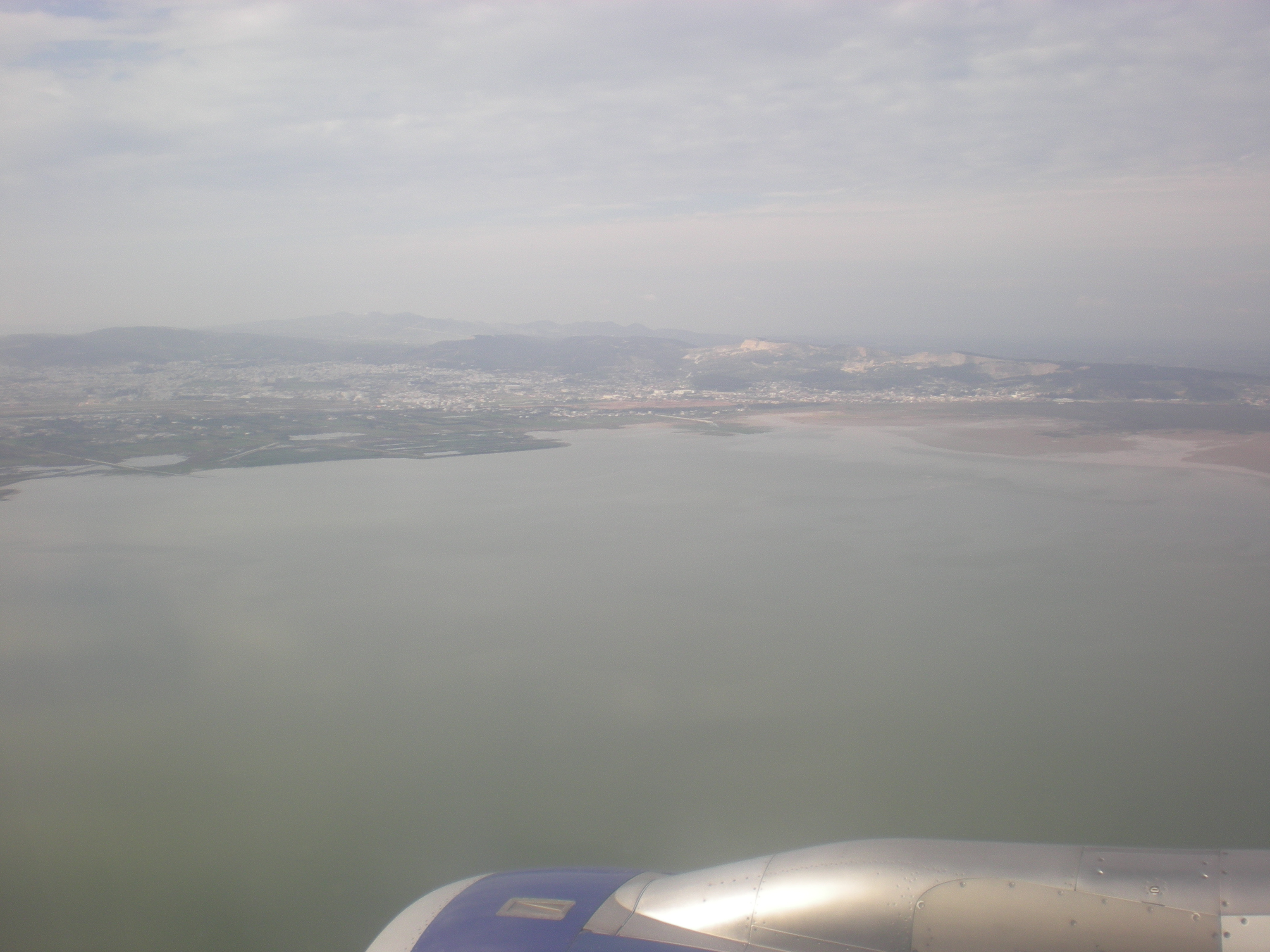
صورة جوّيّة لسبخة أريانة.
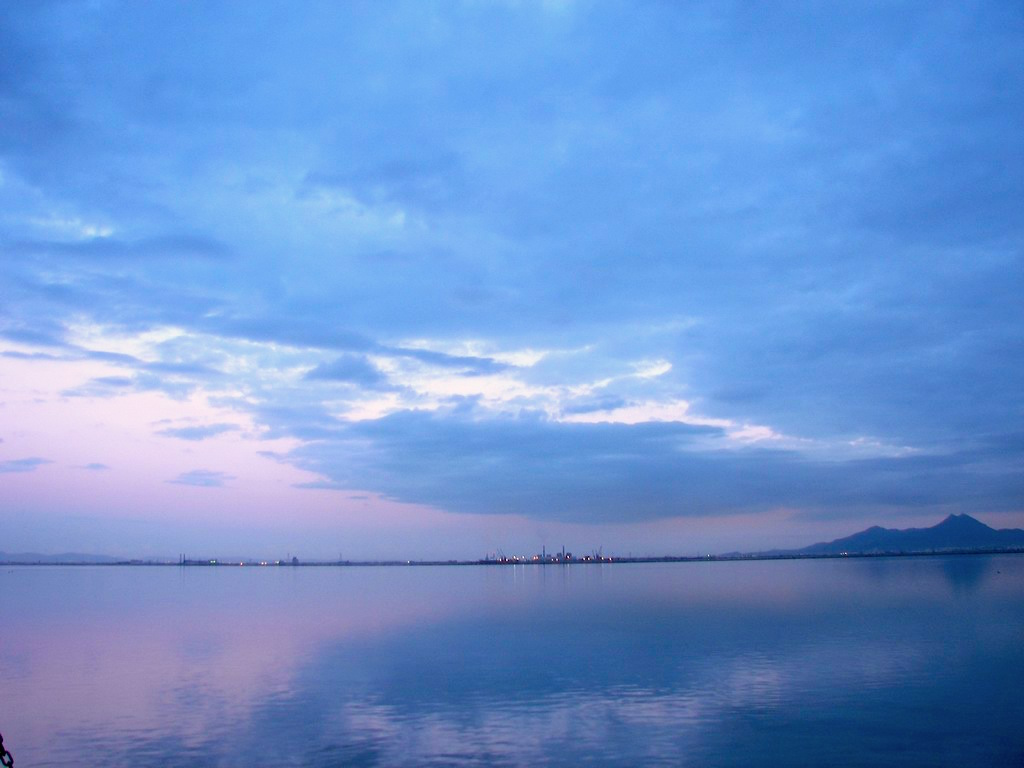
بحيرة تونس

## الجغرافيا البشرية
تبدو المنطقة التونسية غير متكافئة السكان ومتطورة اجتماعيًا واقتصاديًا وفقًا لمدرج داخلي ساحلي (الغرب – الشرق): وهكذا فإن الولايات الساحلية الثلاثة عشر يبلغ مجموع سكانها 65.3% من إجمالي السكان مع كثافة سكانية عالية (140 نسمة لكل كيلومتر مربع مقابل 65.6 للبلد بأكمله).
بلغ معدل التحضر في تونس 65.6% في 2007 ويبلغ معدل التحضر السنوي 3.6%. تقع الشبكة الحضرية على الشريط الساحلي الشرقي، بين منطقتي بنزرت وقابس عبر مدينة تونس، الرأس الطيب، الساحل وصفاقس (وسط شرق البلاد)، والتي تمتلك أكبر بنية تحتية اقتصادية وتتركز أكثر من 80% من سكان الحضر.

### الاستيطان والتحضر

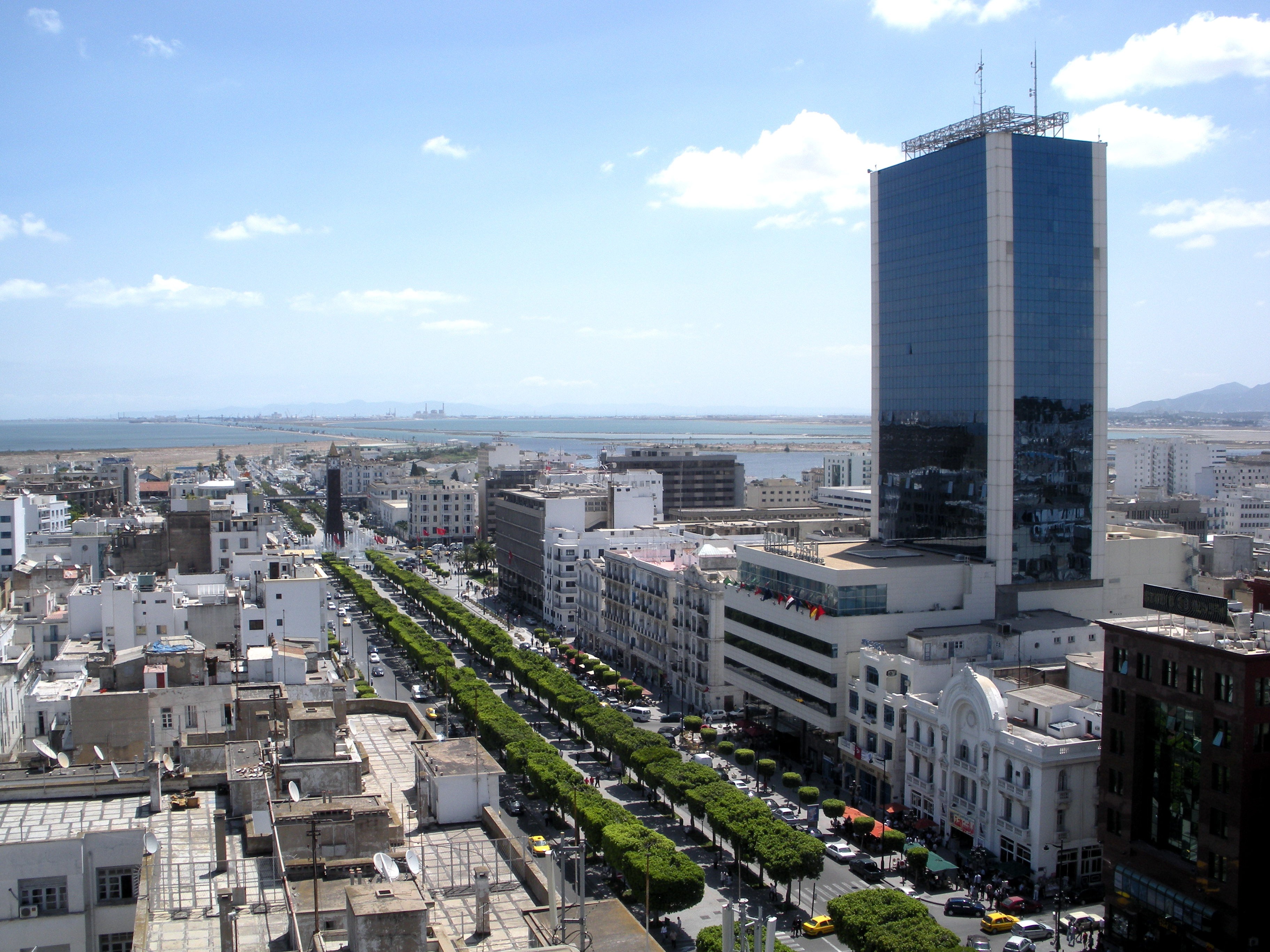
شارع الحبيب بورقيبة، تونس العاصمة.

تنقسم الأراضي التونسية إلى ثلاث مناطق مأهولة بالسكان بشكل غير متساوٍ وفقًا للتدرج الساحلي الداخلي (الغرب – الشرق).
1. الساحل الشرقي المأهول بالسكان: المحافظات الساحلية الثلاث عشرة الواقعة بين ولاية بنزرت شمال شرقي وولاية مدنين في الجنوب الشرقي يبلغ مجموعها 65.3% من مجموع السكان بكثافة سكانية عالية (140 نسمة في كم2). كان الاتجاه منذ سبعينيات القرن الماضي في ارتفاع (59.5 % في عام 1975) مع نمو ديموغرافي سنوي قدره 2.31 % خلال الفترة 1975-2004 (مقابل 1.99 % على المستوى الوطني). ويعود ذلك جزئياً إلى صافي الهجرة الإيجابي إلى حد كبير (112787+ خلال الفترة 1999-2004). تمثل نسبة سكان الحضر 75%.
2. الشريط الوسطي الريفي: يبلغ عدد ولايات باجة، سليانة، زغوان، القيروان وسيدي بوزيد 16.7% (19.6% عام 1975 أي انخفاض مرتبط بقوة عجز الهجرة الداخلية) وتبلغ نسبة التحضر 30% فقط.
3. الشريط الغربي ذو الكثافة السكانية المنخفضة: تمثل المحافظات الممتدة بين ولايتي جندوبة وتوزر 18.1% من السكان وبكثافة منخفضة للغاية وذلك بسبب امتداد المناطق الجبلية من التلال التونسية والصحراء (شط الجريد والعرق الشرقي الكبير). انخفضت نسبة السكان (20.6% في عام 1975) بسبب الهجرة الداخلية.

### الجغرافيا الاقتصادية
تنقسم التراب التونسي إلى ثلاث مناطق متطورة بشكل غير متساوٍ على المستوى الاجتماعي والاقتصادي وفقًا للتدرج الساحلي الداخلي (الغرب – الشرق).
1. الساحل الشرقي المتطور: يتنوع اقتصاد الولايات الساحلية الثلاث عشرة الواقعة بين ولاية بنزرت في الشمال الشرقي وولاية مدنين في الجنوب الشرقي، وهي الصناعة الأكثر بروزاً بتركيز 85% المنشآت الصناعية في البلاد وحتى 87.5% من العمالة في هذا القطاع الاقتصادي.[36]
2. القطاع الزراعي الوسيط: تعتبر الزراعة النشاط الاقتصادي الرئيسي لولايات باجة، سليانة، زغوان، القيروان وسيدي بوزيد لأنها استفادت من استثمارات كبيرة خاصة في مجال الري. ومع ذلك، هناك مراكز صناعية محلية مهمة مثل ماطر أو زغوان مع التخفيف الصناعي للتكتل حضاري في مدينة تونس.
3. الشريط الغربي «منخفض»: في ولايات غرب البلاد، إذا جلب النشاط السياحي طفرة اقتصادية منذ السبعينيات في جنوب البلاد، فإن قطاع التعدين في أزمة كما في قفصة لاستغلال الفوسفات. وفي ولاية الكاف لمادة المعادن.[37]

### الجغرافيا الإدارية
على رأسهم حكام يعينهم رئيس الجمهورية، وهم «الولات» سلطة الدولة. ثلاث مؤسسات تساعدهم في إنجاز مهامهم: المجلس المحلي للتنمية، المجلس الريفي ولجنة الجوار. إلى جانب الولات، هناك مجالس جهوية مسؤولة عن دراسة جميع المسائل التي تهم المحافظة في المجالات الاقتصادية والاجتماعية والثقافية.
وبذلك يبدون رأيهم في البرامج والمشاريع التي تخطط الدولة لتنفيذها في ولاياتهم، ويقررون ميزانية المحافظات والضرائب المحصلة لصالح المجتمع العام، ويقيمون علاقات تعاون مع الهيئات الأجنبية على المستوى الإقليمي بعد موافقة وزير الداخلية. تنقسم الولايات إلى 264 منطقة إدارية: معتمدية. منذ صدور مرسوم 26 مايو 2016، تم تقسيم المنطقة بأكملها أيضًا إلى 350 بلدية. أصغر تقسيم إداري هو القطاع أو العمادة وعددهم 2,073.

#### الولايات
تنقسم تونس إلى 24 ولاية تحمل أسماء عواصمها:
| الرقم | الولاية    | التأسيس       | المركز       | السكان    | المساحة (كم²) | المعتمديات | البلديات | العمادات |  |
| ----- | ---------- | ------------- | ------------ | --------- | ------------- | ---------- | -------- | -------- |  |
| 1     | جندوبة     | 21 يونيو 1956 | جندوبة       | 401٬477   | 3٬100         | 9          | 8        | 95       |  |
| 2     | باجة       | 21 يونيو 1956 | باجة         | 303٬032   | 3٬740         | 9          | 9        | 101      |  |
| 3     | بنزرت      | 21 يونيو 1956 | بنزرت        | 568٬219   | 3٬750         | 14         | 16       | 102      |  |
| 4     | منوبة      | 31 يوليو 2000 | منوبة        | 379٬518   | 1٬137         | 8          | 9        | 47       |  |
| 5     | أريانة     | 3 ديسمبر 1983 | أريانة       | 576٬088   | 482           | 7          | 6        | 48       |  |
| 6     | تونس       | 21 يونيو 1956 | تونس العاصمة | 1٬056٬247 | 288           | 21         | 8        | 161      |  |
| 7     | بن عروس    | 3 ديسمبر 1983 | بن عروس      | 631٬842   | 761           | 12         | 11       | 75       |  |
| 8     | نابل       | 21 يونيو 1956 | نابل         | 787٬920   | 2٬840         | 16         | 24       | 99       |  |
| 9     | الكاف      | 21 يونيو 1956 | الكاف        | 243٬156   | 5٬081         | 11         | 12       | 87       |  |
| 10    | سليانة     | 5 يونيو 1974  | سليانة       | 223٬087   | 4٬642         | 11         | 10       | 86       |  |
| 11    | زغوان      | 1976          | زغوان        | 176٬945   | 2٬820         | 6          | 7        | 48       |  |
| 12    | سوسة       | 21 يونيو 1956 | سوسة         | 674٬971   | 2٬669         | 16         | 16       | 104      |  |
| 13    | القصرين    | 21 يونيو 1956 | القصرين      | 439٬243   | 8٬260         | 13         | 12       | 106      |  |
| 14    | سيدي بوزيد | 1973          | سيدي بوزيد   | 429٬912   | 7٬400         | 12         | 12       | 113      |  |
| 15    | القيروان   | 21 يونيو 1956 | القيروان     | 570٬559   | 6٬712         | 11         | 12       | 114      |  |
| 16    | المهدية    | 5 يونيو 1974  | المهدية      | 410٬812   | 2٬878         | 11         | 15       | 99       |  |
| 17    | المنستير   | 5 يونيو 1974  | المنستير     | 548٬828   | 1٬024         | 13         | 31       | 77       |  |
| 18    | قفصة       | 21 يونيو 1956 | قفصة         | 337٬331   | 7٬807         | 11         | 10       | 76       |  |
| 19    | صفاقس      | 21 يونيو 1956 | صفاقس        | 955٬421   | 7٬545         | 16         | 16       | 126      |  |
| 20    | توزر       | 21 يونيو 1956 | توزر         | 107٬912   | 5٬593         | 5          | 6        | 36       |  |
| 21    | قبلي       | 1981          | قبلي         | 156٬961   | 22٬454        | 6          | 6        | 42       |  |
| 22    | قابس       | 21 يونيو 1956 | قابس         | 374٬300   | 7٬166         | 10         | 11       | 73       |  |
| 23    | مدنين      | 21 يونيو 1956 | مدنين        | 479٬520   | 9٬167         | 9          | 8        | 94       |  |
| 24    | تطاوين     | 2 مارس 1981   | تطاوين       | 149٬453   | 38٬889        | 7          | 6        | 64       |  |

## وصلات خارجية
- موقع وكالة حماية المناطق الساحلية التابعة لوزارة البيئة التونسية